# ایوانو کورگی
ایوانو کورگی (انگلیسی: Ivano Corghi; ۱۴ سپتامبر ۱۹۲۲ – ۴ مارس ۲۰۰۶) بازیکن فوتبال اهل ایتالیا بود.
از باشگاه‌هایی که در آن بازی کرده‌است می‌توان به باشگاه فوتبال پالرمو، باشگاه فوتبال نووارا، و باشگاه فوتبال مودنا اشاره کرد.